# Stasys Stonkus
Stanislovas « Stasys » Stonkus, né le 29 décembre 1931, à Telšiai, dans la République socialiste soviétique de Lituanie, décédé le 19 février 2012, est un ancien joueur soviétique de basket-ball.

## Palmarès
- Finaliste des Jeux olympiques 1952
- Finaliste des Jeux olympiques 1956
- 3e du championnat d'Europe 1955
- Champion d'Europe 1957